# Reggenza di Lampung Barat
La reggenza di Lampung Barat o reggenza di Lampung Occidentale (in indonesiano: Kabupaten Lampung Tengah) è una reggenza dell'Indonesia, situata nella provincia di Lampung.
Il capoluogo della reggenza è Liwa.